# 円山西村
円山西村（まるやまにしむら）は福井県吉田郡にあった村。現在の福井市街の北東部にあたる。

## 歴史
- 1889年（明治22年）4月1日 - 町村制の施行により、吉田郡経田村、幾久村、町屋村、大願寺村、開発村、新保村、丸山村及び足羽郡松本地方の区域をもって、吉田郡円山西村が発足する。
- 1942年（昭和17年）5月5日 - 福井市に編入する。

## 交通

### 鉄道路線
- 京福電気鉄道
  - 越前本線（現・えちぜん鉄道勝山永平寺線）
    - 越前開発駅 - 越前新保駅

  - 三国芦原線（現・えちぜん鉄道三国芦原線）
    - 西別院駅

### 道路
- 国道8号（当時）

## 村長
- 谷口宇右衛門